# Falco hypoleucos
El halcón gris (Falco hypoleucos) es una especie de ave falconiforme de la familia Falconidae endémica de Australia.
Es una especie rara y poco estudiada, principalmente  por su parecido a otras especies que a menudo se confunden con el halcón gris, como el halcón berigora (Falco berigora) el azor australiano (Accipiter fasciatus) y el elanio australiano (Elanus axillaris).

## Distribución y hábitat
Su hábitat natural son las zonas áridas abiertas, como pastizales, matorrales y bosques ligeramente áridos. Es endémico de la mayor parte del territorio continental australiano, con excepción del Cabo York. La mayoría de los avistamientos del halcón Gris han sido dentro de las zonas áridas, con precipitaciones inferiores a 500 mm.
Está amenazado por la degradación de su hábitat, causado por los altos niveles de pastoreo y la agricultura.